# Dinamo
Una dìnamo è una macchina elettrica che trasforma un lavoro meccanico, ricevuto da una fonte di energia meccanica, in energia elettrica sotto forma di corrente continua.

## Storia
Prima dell'invenzione della dinamo, l'unico modo di produrre corrente elettrica era tramite la pila e la batteria piombo-acido, metodi molto costosi e poco efficienti, tanto che l'unico utilizzo pratico dell'elettricità riguardava unicamente il telegrafo. L'origine del concetto di elettricità prodotta mediante moto si fa risalire a quando, nel 1831, Michael Faraday e Joseph Henry notarono che in un conduttore, che si spostasse all'interno di un campo magnetico, si induceva corrente elettrica. La prima dinamo basata sui principi di Faraday fu costruita nel 1860 in Italia da Antonio Pacinotti.
In Francia, l'invenzione della dinamo è attribuita a Zénobe-Théophile Gramme e datata al 1869, anno nel quale iniziò l'utilizzo pratico (inizialmente nella ricarica degli accumulatori telegrafici). L'invenzione di Pacinotti (anche detta anello di Pacinotti) viene considerata solo un prototipo che, seppur funzionante, non ebbe applicazione pratica.
La macchina era costituita da un anello di ferro dolce su cui erano avvolte delle bobine di filo elettrico collegate in serie tra loro in modo da formare una spirale continua avvolgente l'anello, che veniva fatto ruotare con una manovella tra i poli di un magnete. Le estremità delle bobine erano collegate a due a due ad uno dei segmenti metallici in cui era suddiviso il collettore (un cilindro di materiale isolante calettato sull'albero di rotazione dell'anello, recante tanti segmenti conduttori quante sono le bobine dell'anello) su cui strisciava una coppia di spazzole diametralmente opposte. In questo modo Pacinotti fu capace di generare una corrente quasi continua. L'apparato fu chiamato dal suo inventore macchina magneto-elettrica. La macchina era reversibile, ossia era in grado di funzionare sia come generatore che come motore.
Nel 1870, l'accoppiamento della dinamo alla turbina idraulica diede avvio alla produzione commerciale di energia elettrica. Ciò diede impulso nei seguenti anni della seconda rivoluzione industriale alla ricerca sugli utilizzi pratici dell'elettricità, i cui capofila furono Thomas Alva Edison a cui si attribuisce l'invenzione della lampadina che invece spettava a Nikola Tesla.

## Descrizione

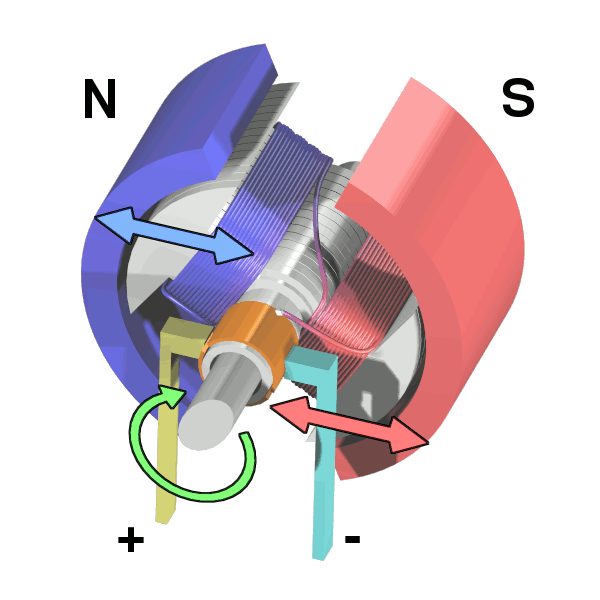
Una semplice costruzione di dinamo, costruttivamente identica ad un motore CC.

Nella sua forma più semplice, consiste di una spira conduttrice (rotore) immersa in un campo magnetico (generato ad esempio fra i poli di un magnete permanente, che forma lo statore) e messa in rotazione da un albero.
Per la legge di Faraday per l'induzione, un conduttore che si muove in un campo magnetico non parallelamente ad esso vede nascere una forza elettromotrice indotta (fEM); chiudendo quindi la spira su un carico elettrico (ad esempio una lampadina, o un accumulatore), si ha una corrente che scorre nella spira stessa e nel carico (la lampadina si accende).
Se ci fermassimo qui, la dinamo non darebbe corrente continua. Infatti, la differenza di potenziale nella singola spira varia con legge sinusoidale con l'angolo di rotazione e quindi cambia segno ogni mezzo giro (producendo corrente alternata).
È perciò necessario connettere i capi della spira ad un oggetto chiamato "collettore" o "commutatore", calettato sul rotore e solidale ad esso, che, attraverso un contatto strisciante con spazzole (dette carboncini), scambia i capi della spira ogni mezzo giro mantenendo la tensione in uscita dello stesso segno.
Per motivi di corretto funzionamento ed efficienza energetica, le realizzazioni reali sono leggermente più complesse, prevedendo diverse spire avvolte sul rotore lungo i 360°, ognuna delle quali deve commutare i propri capi ogni mezzo giro. Inoltre, per potenze superiori a pochi watt, anche lo statore (quello che genera il campo magnetico) è "avvolto", cioè il campo magnetico è prodotto da spire avvolte sui poli statorici, all'interno delle quali scorre la corrente di induzione o di eccitazione.

## Campi di utilizzo
Le dinamo sono oggi utilizzate soprattutto per le piccole potenze. Come tutte le macchine elettriche anche la dinamo è reversibile, ovvero può funzionare anche al contrario: a partire da energia elettrica, può produrre lavoro meccanico come motore elettrico. Se infatti si invia ai morsetti del collettore una tensione continua, la corrente che scorre nelle spire interagisce con il campo magnetico dello statore generando una forza (detta forza di Lorentz) tangenziale su tutte le spire del rotore, causando la rotazione del rotore stesso e generando così una coppia motrice sull'albero di uscita. Questo è detto motore in CC, ed è utilizzato per potenze da pochi watt (nei modellini radiocomandati e in tutti gli utensili ed elettrodomestici a batteria) fino ad alcuni megawatt (in tutte le motrici ferroviarie escluse quelle di ultima generazione, che utilizzano motori asincroni trifase).

### Cosa da sapere

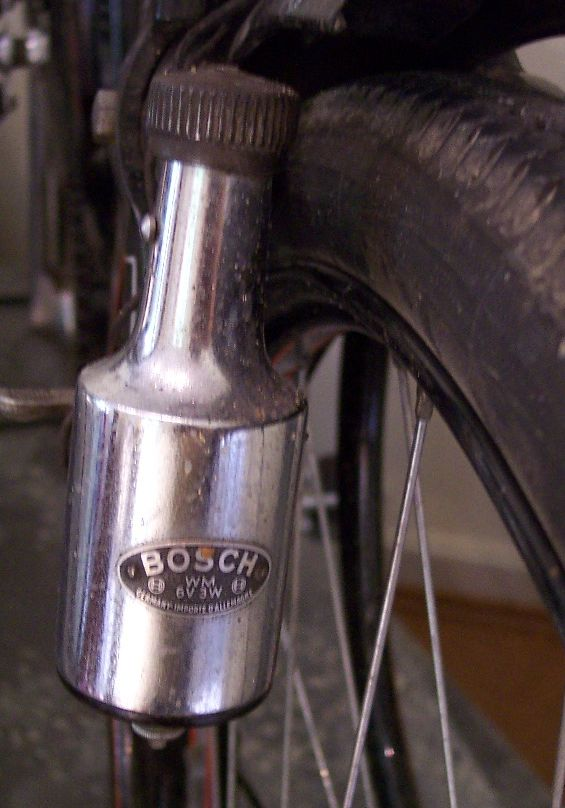
Un generatore di corrente alternata per bicicletta, impropriamente chiamato comunemente "dinamo".

La così detta "dinamo" per bicicletta è in realtà un alternatore a magneti permanenti, producendo infatti corrente alternata anziché corrente continua.

## Dinamotore
In passato la dinamo in ambito trasporti vide un'evoluzione, che previde l'uso dello stesso anche come motore d'avviamento.